# Aurélien Sauvageot
Aurélien Sauvageot (* 13. April 1897 in Konstantinopel; † 5. Dezember 1988 in Aix-en-Provence) war ein französischer Finnougrist, Romanist und Sprachwissenschaftler.

## Leben und Werk
Sauvageot, der als Kind mit Türkisch und Griechisch in Kontakt war, ging im Oktober 1918 als Schüler der École Normale auf Anweisung von Antoine Meillet zum Studium der finno-ugrischen Sprachen nach Uppsala und von dort von Juni bis Oktober 1919 nach Finnland (zu Eemil Nestor Setälä), schließlich von 1923 bis 1931 nach Ungarn, wo er an der Loránd-Eötvös-Universität Französisch lehrte und bei Zoltán Gombocz (1877–1935) Ungarisch studierte. In Paris verteidigte er die beiden Schriften Recherches sur le vocabulaire des langues ouralo-altaïques (Budapest 1929) sowie L’Emploi de l’article en gotique (Paris 1929) und besetzte von 1931 bis 1967 an der Ecole nationale des langues orientales den ersten Lehrstuhl für finno-ugrische Sprachen in Frankreich. Zwischen 1941 und 1943 entfernte ihn das Vichy-Regime von seinem Lehrstuhl, musste ihn aber auf Druck der finnischen und ungarischen Botschaft im Februar 1943 wieder einsetzen. Während seiner Entfernung wurde er im Ungarischen Institut aufgenommen und betätigte sich als Übersetzer aus dem Finnischen und Ungarischen. 1979 wurde er Ehrenmitglied der Ungarischen Akademie der Wissenschaften. Er war ferner ausländisches Mitglied der Finnischen Akademie. Ein Hörsaal der Budapester Loránd-Eötvös-Universität trägt seinen Namen.
Über sein Fachgebiet hinaus machte sich Sauvageot um die Beschreibung des zeitgenössischen Französisch verdient und war an dem bedeutenden Nachkriegsunternehmen des „Français Fondamental“ beteiligt.

## Weitere Werke

### Finnougristik
- (zusammen mit Joseph Balossa und Marcel Benedek) Dictionnaire général français-hongrois et hongrois-français, 2 Bde., Budapest 1932, 1937, 2. Auflage 1942 (XII/1180, VIII/1361 S.)
- Découverte de la Hongrie, 1937
- Esquisse de la langue finnoise, Paris 1946, 1949
- Esquisse de la langue hongroise, 1951
- Les anciens Finnois, 1960
- Premier livre de hongrois, 1965, 1983
- Histoire de la Finlande, 1968
- L’édification de la langue hongroise, 1971
- L’élaboration de la langue finnoise, 1973
- Souvenirs de ma vie hongroise, 1988

### Französisch und Allgemein
- Rencontre de l’Allemagne, Vincennes 1947
- (zusammen mit Georges Gougenheim, René Michéa und Paul Rivenc) L’Élaboration du français élémentaire. Etude sur l’établissement d’un vocabulaire et d’une grammaire de base, Paris 1956, 2. überarbeitete Auflage, unter dem Titel L’Élaboration du français fondamental, Paris 1964 (auch 1971)
- Les Procédés expressifs du français contemporain, Paris 1957
- Français écrit, français parlé, Paris 1962
- Portrait du vocabulaire français, Paris 1964
- La Grammaire du français parlé, in: Le français dans le monde 57, 1968
- Analyse du français parlé, Paris 1972
- Français d’hier ou français de demain ?, Paris 1978
- La structure du langage (hrsg. von Christian Touratier), Aix-en-Provence 1992